# Lynchburg (Virginia)
Lynchburg er en independent city (tilhører ikke et county/amt) i delstaten Virginia i USA, med 79.009(2020) indbyggere. Byen ligger ved Blue Ridge Mountains, en bjergkæde i Appalacherne, langs floden James Rivers breder, og er kendt som City of Seven Hills (byen med de syv bakker) eller The Hill City (den bakkede by). Lynchburg var den eneste større by i Virginia, som ikke blev indtaget af Unionen under den amerikanske borgerkrig.
Storbyområdet Lynchburg har et areal på 5.500 km², ligger tæt på Virginias geografiske centrum og omfatter Amherst County, Appomattox County, Bedford County, Campbell County, City of Bedford samt byen Lynchburg. Området er det femtestørste storbyområde i Virginia, med et indbyggertal på 246.036.
Byer i nærheden er Roanoke, Charlottesville og Danville. Lynchburgs venskabsbyer er Rueil-Malmaison (Frankrig) og Glauchau (Tyskland).

## Ekstern henvisning
- Wikimedia Commons har flere filer relateret til Lynchburg (Virginia)
- City of Lynchburg